# Clossiana eminens
Clossiana eminens är en fjärilsart som beskrevs av Ruggero Verity 1932. Clossiana eminens ingår i släktet Clossiana och familjen praktfjärilar. Inga underarter finns listade i Catalogue of Life.